# Битка при Филипи
Битката при Филипи е последното сражение от войните на Втория триумвират между силите на Марк Антоний и Октавиан Август срещу войската, водена от убийците на Цезар, Марк Юний Брут и Касий през 42 г. пр. Хр. Силите на триумвирата обявяват тази война, за да отмъстят за убийството на Цезар и побеждават.
Битката се състои от две нападения. Първото е в първата седмица на октомври 42 г. пр. Хр. Брут се изправя срещу силите на Октавиан, докато силите на Антоний са срещу силите на Касий. Първоначално Брут надвива Октавиан и влиза в легионерския лагер. Но на юг Касий е победен от Антоний и се самоубива след като чува слух, че Брут е убит. Брут събира останалите войски на Касий и двете страни решават да дадат команда за отстъпление до техните лагери. Второто нападение се провежда на 23 октомври и довършва останалата войска на Брут, след което той се самоубива.
В битката участва и вождът на тракийското племе сапеи Раскупорис на страната на Брут, докато неговият брат Раскос е на противниковата страна. Преди втората битка при Филипи обаче Раскупорис преминава на другата страна и благодарение на посредничеството на своя брат получава прошка от победителите.
Тази битка присъства в известната Шекспирова пиеса „Юлий Цезар“ и е фон на историята между 4-то и 5-о действие. Известният римски писател Хораций участва в тази битка, като се е сражава на страната на Брут и Касий.
Битката при Филипи става нарицателна за решаващо сражение в междуособни конфликти от там и изразът „Ще се срещнем при Филипи“ се разбира като заплаха за силово разрешаване на граждански конфликт.

## Подготовка
След убийството на Цезар, Брут и Касий, двамата главни заговорници, известни още като „Освободители“ (Liberatores) решават да напуснат Италия и поемат контрола над всички източни провинции (от Гърция и Македония до Сирия) и съюзнически източни царства Елинистически Египет и Партско царство. В Рим тримата главни цезариански лидери (Октавиан, Антоний и Лепид), които контролират почти цялата римска армия на запад, преодоляват съпротивата на сената и създават Втори триумвират. Една от първите им задачи е да унищожат армиите на „освободителите“, като по този начин не само ще имат пълен контрол над римските владения, но и ще отмъстят за смъртта на Цезар.
Триумвирите решават Липид да остане в Италия, докато другите двама (Антоний и Октавиан) потеглят към Северна Гърция с най-добрите си войници (общо 28 легиона). Успяват да преминат с армията си през Адриатическо море и изпращат разузнавателен отряд от осем легиона (командвани от Норбан и Сакса) по протежение на Виа Егнация със задача търсене силите на заговорниците против Цезар. Норбан и Сакса преминават град Филипи в източна Македония и заемат отбранителна позиция в тесен планински проход. Антоний ги следва, докато Октавиан се забавя в Дирахион заради влошеното си здраве (което ще остане такова през цялата кампания при Филипи). Въпреки че триумвиратът е в състояние да премине морето с главните си сили, връзката с Италия е затруднена от пристигането на адмирал Ахенобарб, който има голяма флота от 130 кораба.
Брут и Касий не желаят да влизат в явна битка, а по-скоро предпочитат да изчакат и да използват превъзходството на своя флот, за да блокират доставките на продукти за триумвирата от Италия. Те прекарват предходните месеци в разграбване на гръцките градове и в събиране на такси от съюзниците си, за да увеличат военните си средства, след което се събират в Тракия с римските легиони от източните провинции. С превъзхождащите си сили са в състояние да обходят във фланг Норбан и Сакса, които са принудени да се върнат на запад към Филипи. По този начин Брут и Касий могат да заемат добра защитна позиция, държейки височините на Виа Егнация на около 3,5 км. на запад от Филипи. На юг е разположено блато, за което се предполага, че е непроходимо, а на север са хълмове, през които също е невъзможно да се премине. Те имат и достатъчно време да укрепят допълнително позицията си с насипи и ровове. Брут разполага лагера си на север, докато Касий разполага своя в южната част на Виа Егнация. Антоний, пристигайки скоро, разполага армията си на юг от Виа Егнация, докато Октавиан разполага легионите си на север от пътя.

## Сили
Силите на триумвирата включват 19 легиона (има и легиони, които са оставени назад). В някои източници се посочва специално името на един от легионите (IV легион), но другите присъстващи легиони са VI, VII, VIII, X Equestris, XII, III, XXVI, XXVIII, XXIX и XXX, тъй като след това техните ветерани участват в застрояването на територията след битката. Според Апиан легионите на триумвирата са с почти пълни редици. Освен това те разполагат и с голяма съюзническа кавалерия.
Убийците на Цезар разполагат със 17 легиона (осем с Брут, девет с Касий, и още два легиона с флотата). Само два от легионите са в пълен състав, но армията им е подсилена със сили от Източните съюзнически царства. Апиан съобщава, че се събират около 80 000 души пехота. Съюзническата кавалерия включва 20 000 конници, включително 5000 ездачи стрелци с лъкове. Тази армия включва старите цезарионски легиони от изтока (вероятно XXVII, XXXVI, XXXVII, XXXI и XXXIII легиони); освен това повечето от тези легиони са съставени от бивши ветерани на Цезар. И поне един от тези легиони – XXXVI е съставен от ветерани на Помпей, които са включени в армията на Цезар след битката при Фарсала. Лоялността на тези войници, които трябвало да се бият срещу наследника на Цезар, е деликатен проблем за „освободителите“. (Трябва да се подчертае че името „Октавиан“ не е използвано от съвременниците му; той бил известен просто като Гай Юлий Цезар). Касий опитва всички възможни начини за подсилване лоялността на войниците си, едновременно с пламенни речи („Нека никой няма опасения от това, че е бил войник на Цезар. Ние не сме били негови войници тогава, ние сме били войници на страната си“) и с подаръци от по 1500 денария за всеки легионер и по 7500 денария за всеки центурион.
Въпреки че древните източници не посочват точният брой на двете армии, изглежда те са били с подобна численост. Модерните историци сочат по около 100 000 като числото на общите сили и на двете противоположни страни.

## Първа битка (3 октомври)
Антоний се опитва да предизвика битка няколко пъти, но противниците не се подмамват да напуснат защитните си позиции. Антоний се опитва да заобиколи тайно тези позиции през блатата на юг, проправяйки пътека през тях. Тези маневри най-накрая са забелязани от Касий, който опитва контрадействия като премества част от армията си на юг в блатата, опитвайки да отреже отворения десен фланг на Антоний. Това довежда до всеобща битка на 3 октомври, 42 г. пр. Хр.
Антоний заповядва атака срещу Касий, насочена към укрепленията между лагера на Касий и блатата. В същото време войниците на Брут провокирани от армията на триумвирите, се втурват към силите на Октавиан, без да чакат заповед за атака (паролата за атака е думата „Свобода“). Това изненадващо нападение се оказва напълно успешно: силите на Октавиан са обърнати в бягство и преследвани до техния лагер, който бил превзет от армията на Брут, предвождана от Марк Валерий Месала Корвин. Три от щандартите на легионите на Октавиан са пленени, ясен знак за настъпилото объркване в редиците на армията му и поражението му. Октавиан не е намерен в командната си палатка: леглото му е пробито и нарязано на парчета. Повечето древни историци твърдят, че той бил предупреден насън да се пази през този ден, както Октавиан сам бил написал в мемоарите си. Плиний без заобикалки съобщава, че Октавиан отива да се крие в блатата.
Въпреки това, от другата страна на Виа Егнация Антоний успява да превземе укрепленията на Касий, събаряйки насипите и запълвайки рововете. След това лесно превзема лагера му, който е защитаван от малка военна сила. По-голямата част от армията на Касий е напреднала на юг и когато се опитват да се върнат, са лесно отблъснати от Антоний. Както изглежда тази битка е завършила наравно. Касий има загуби от около 9000 души, а Октавиан е загубил около 18 000. Все пак бойното поле е с много големи размери, имало и големи облаци от прах, което прави невъзможно изчисляването на точния резултат от битката, така двете страни са в неведение за съдбата на противника. Касий се премества в горната част на хълма, но въпреки това не можел да види добре какво ставало от страната на Брут. Касий, без да знае за победата на Брут, приема всичко за загубено и заповядва на освободения роб Пиндар да го убие. Брут плакал над тялото му, наричайки го Последният римлянин. Брут обаче избягва публично погребение, страхувайки се от негативните ефекти върху духа на армията.
Възможно е алчността на легионите на Брут да е факторът за непостигането на окончателна победа на 3 октомври. Необмислените грабежи и събиране на плячка от напредващите сили на Брут, позволява на армията на Октавиан да се реорганизира.

## Втора битка (23 октомври)
В денят на първата битка републиканският флот, воден от Ахенобарб, успява да пресрещне и унищожи подкрепленията за триумвирите (два легиона, други военни части, продоволствия и запаси под командването на Гней Домиций Калвин). Така запазването на стратегическата позиция, заемана от Антоний и Октавиан, става сериозен проблем, тъй като вече изчерпаните райони на Македония и Тесалия не са в състояние да осигурят снабдяване на армията им дълго време, докато Брут лесно може да снабдява своите сили по море. Триумвирите решават да изпратят легион на юг към Ахея, които да събере допълнителни запаси. Моралът на войниците е стимулиран с обещания за бъдещи награди – 5000 денария за всеки един войник и 25 000 денария за всеки центурион.
От друга страна армията на „освободителите“ е останала без главния си стратег. Брут има много по-малки военни умения и опит от Касий, а най-лошото е, че той не получава същото уважение от съюзниците и от собствената си армия, макар че след битката предлага допълнително по 1000 денария за всеки войник.
През следващите три седмици Антоний е в състояние бавно да напредне със силите си на юг от позицията на Брут, укрепвайки се на хълм, който е оставен без охрана, близо до бившия лагер на Касий.
За да избегне вероятността да бъде обграден, Брут е принуден да разшири своята линия на юг, успоредно на Виа Егнация, издигайки няколко укрепени поста. Отбранителната позиция на Брут все още е сигурна, държейки височините и имайки връзка с морето. Той все още следва първоначалният план за избягване на открити сражения, докато чака военноморското му превъзходство да изтощи врагът, оставяйки го без снабдяване. Повечето от офицерите и войниците му са изморени от протакането и настояват за още един опит за директна битка. Вероятно и Брут и неговите офицери се притесняват от риска войниците им да започнат да дезертират при врага, ако започнат да губят влиянието си над войската. Плутарх съобщава, че Брут не е получил новините за поражението на Домиций Калвин в Йонийско море. И след като някои от източните съюзници и наемници започват да дезертират, Брут е принуден да атакува през следобеда на 23 октомври. Както той казва: „Изглежда и аз като Помпей Велики съм принуден да водя война, в която не толкова командвам, колкото съм командван“.
Битката се води в близък бой между две армии от добре обучени ветерани. Стрелбата и хвърлянето на копия до голяма степен са игнорирани, а вместо това войниците, строени в редици, предпочитат да се бият лице в лице с мечовете си, битката е кървава, а клането – ужасяващо. В крайна сметка атаката на Брут е отблъсната, а обърканите му войници нарушават строя си. Армията на Октавиан успява да превземе входа и портите на лагера на Брут, преди безредно отстъпващата му армия да успее да достигне тази защитна позиция. По този начин армията на Брут не може да се реорганизира, което прави победата на триумвирата пълна. Брут успява да отстъпи към близките хълмове със сили равни само на 4 легиона. Виждайки, че поражението и залавянето му са въпрос на време, Брут се самоубива.
Общите загуби от втората битка при Филипи не се знаят, но вероятно ¼ от армиите са жертвите след кървавата битка и на двете враждуващи страни.

## Последици
Плутарх съобщава, че Антоний завил тялото на Брут с пурпурна одежда, като знак на уважение; те са били приятели. Плутарх припомня, че условието, при което Брут се съгласява да участва в заговора за убийството на Цезар, е животът на Антоний да бъде пощаден.
Много други римски аристократи губят живота си по време на битката или се самоубиват след поражението, включително и синът на великия оратор Квинт Хортензий; Марк Порций Катон (син на Катон Млади); Марк Ливий Друз Клавдиан (баща на Ливия, която става съпруга на Октавиан). Някои от благородниците, които успяват да избягат, се предават на Антоний и започват служба при него (между тях са Марк Валерий Месала Корвин и Луций Калпурний Бибул – син на Марк Калпурний Бибул). С предаването си на Антоний благородниците очевидно показват, че не искат да си имат „вземане-даване“ с младия и безмилостен Октавиан.
От останалата армия на „освободителите“ е отделена част около 14 000 души, която е включена в редиците на армията на триумвирата. Старите ветерани са изпратени обратно в Италия, но някои от ветераните остават в град Филипи, който става римска колония (Colonia Victrix Philippensium).
Антоний остава на изток, докато Октавиан се завръща в Италия с трудната задача да намери достатъчно земя, на която да настани голям брой ветерани. Въпреки факта, че Секст Помпей контролира Сицилия и Домиций Ахенобарб все още командва републиканският флот, републиканската съпротива окончателно е сломена при Филипи.
Битката при Филипи отбелязва най-високата точка в кариерата на Марк Антоний: по това време той е най-известният и могъщ римски военачалник и главен партньор във Втория триумвират. Този период определено е връхната точка в живота на Антоний.